# Bormujos
Bormujos é um município da Espanha, na província de Sevilha, comunidade autónoma da Andaluzia. Tem 12,2 km² de área e em 2021 tinha 22 390 habitantes (densidade: 1 835,2 hab./km²). Pertence à Comarca Metropolitana de Sevilla, e limita com os municípios de Tomares, Gines, Castilleja de la Cuesta, Espartinas, Bollullos de la Mitación e Mairena del Aljarafe.